# يون وو جين
يون وو جين هو ممثل وعارض أزياء كوري جنوبي ولد في يوم 5 يوليو 1984 في مدينة غانغننغ. بدأ التمثيل في سنة 2009 ومثل في مسلسلات حكاية رانغ و زواج وليس مواعدة ومحامي طلاق واقع في الحب ومديرة إنطوائية وملكة لسبعة أيام وقاضي ضد قاضي.

## روابط خارجية
- يون وو جين على موقع IMDb (الإنجليزية)
- يون وو جين على موقع قاعدة بيانات الفيلم (الإنجليزية)